# Championnat de Tunisie de football 1974-1975
Navigation
Saison précédente Saison suivante
La saison 1974-1975 du championnat de Tunisie de football est la 20e édition de la première division tunisienne à poule unique, la Ligue Professionnelle 1. Les quatorze meilleurs clubs tunisiens jouent les uns contre les autres à deux reprises durant la saison, à domicile et à l'extérieur. En fin de saison, les deux derniers du classement sont relégués et les deux meilleurs clubs de Ligue Professionnelle 2 sont quant à eux promus en première division.
C'est l'Espérance sportive de Tunis qui remporte le championnat cette saison, en terminant en tête du classement, un point devant le Club africain, double tenant du titre, et trois points devant l'Étoile sportive du Sahel qui remporte une nouvelle fois la coupe de Tunisie. Il s'agit du cinquième titre de champion de Tunisie de l'histoire de l'Espérance sportive de Tunis.

## Clubs participants

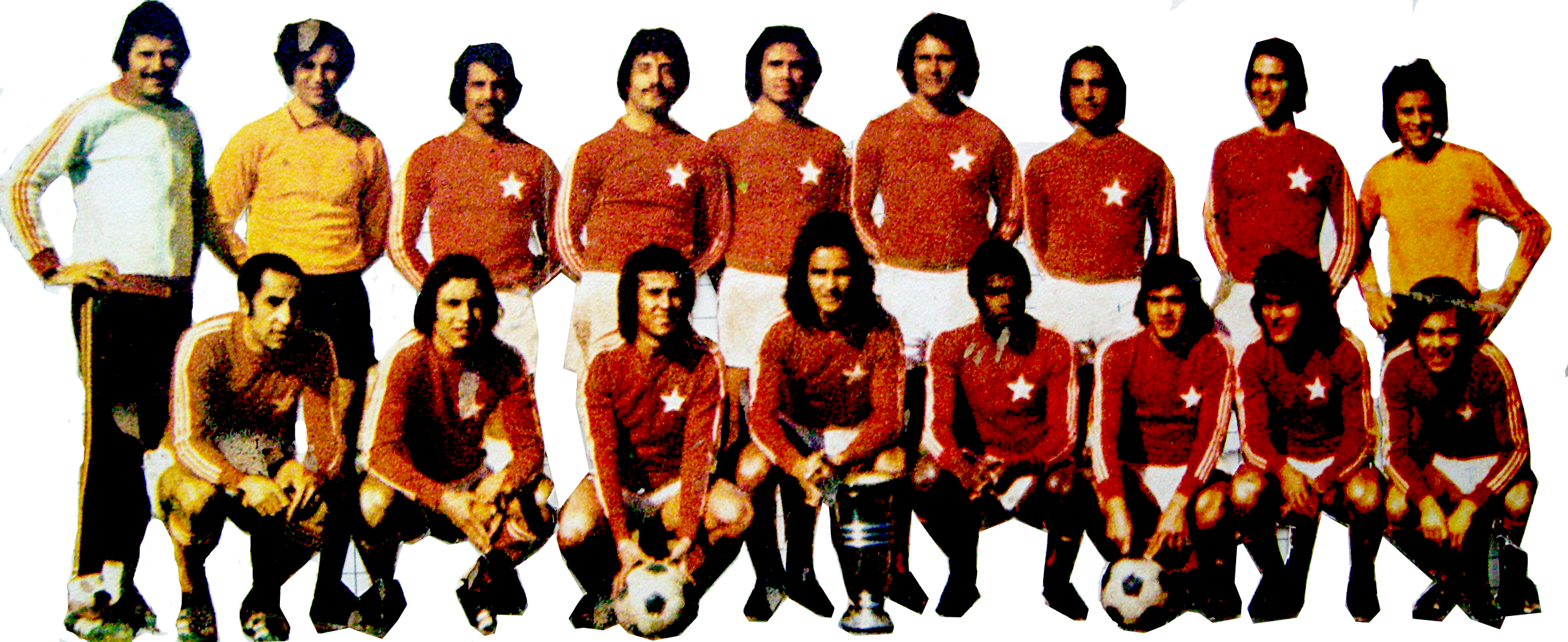
Étoile sportive du Sahel lors de la saison 1974-1975.

| - Sfax railway sport - El Makarem de Mahdia - Club africain - Espérance sportive de Tunis - Étoile sportive du Sahel - Club athlétique bizertin - Club sportif de Hammam Lif | - Patriote de Sousse - Promu de LP2 - Stade tunisien - Club sportif sfaxien - Club sportif des cheminots - Avenir sportif de La Marsa - Club olympique des transports - Stade africain de Menzel Bourguiba - Promu de LP2 |

## Compétition

### Classement
Le barème de points servant à établir le classement se décompose ainsi :
- Victoire : 3 points
- Match nul : 2 points
- Défaite : 1 point

| Rang | Équipe                                 | Pts | J  | G  | N  | P  | Bp | Bc | Diff |
| ---- | -------------------------------------- | --- | -- | -- | -- | -- | -- | -- | ---- |
| 1    | Espérance sportive de Tunis            | 64  | 26 | 16 | 6  | 4  | 44 | 18 | +26  |
| 2    | Club africain (C1)                     | 63  | 26 | 14 | 9  | 3  | 41 | 16 | +25  |
| 3    | Étoile sportive du Sahel (C) (C2)      | 61  | 26 | 14 | 7  | 5  | 36 | 20 | +16  |
| 4    | Stade tunisien                         | 61  | 26 | 14 | 7  | 5  | 43 | 24 | +19  |
| 5    | Club sportif sfaxien                   | 55  | 26 | 10 | 9  | 7  | 31 | 27 | +4   |
| 6    | Club athlétique bizertin               | 52  | 26 | 9  | 8  | 9  | 24 | 23 | +1   |
| 7    | Club olympique des transports          | 50  | 26 | 8  | 8  | 10 | 31 | 31 | 0    |
| 8    | Sfax railway sport                     | 50  | 26 | 7  | 10 | 9  | 28 | 33 | -5   |
| 9    | Club sportif de Hammam Lif             | 49  | 26 | 8  | 7  | 11 | 25 | 32 | -7   |
| 10   | Avenir sportif de La Marsa             | 48  | 26 | 7  | 8  | 11 | 31 | 36 | -5   |
| 11   | Club sportif des cheminots             | 46  | 26 | 7  | 6  | 13 | 23 | 44 | -21  |
| 12   | Stade africain de Menzel Bourguiba (P) | 45  | 26 | 6  | 7  | 13 | 32 | 37 | -5   |
| 13   | El Makarem de Mahdia                   | 45  | 26 | 4  | 11 | 11 | 13 | 28 | -15  |
| 14   | Patriote de Sousse (P)                 | 39  | 26 | 2  | 9  | 15 | 23 | 56 | -33  |

|  | Participation à la coupe du Maghreb des clubs champions 1975-1976 |
|  | Participation au barrage de relégation |
|  | Relégation directe en deuxième division |
|  | (T) Tenant du titre (C) Vainqueur de la coupe de Tunisie (P) Club promu de deuxième division (C1) Vainqueur de la coupe du Maghreb des clubs champions 1974-1975 (C2) Vainqueur de la coupe du Maghreb des vainqueurs de coupe 1974-1975 |

### Matchs

#### Barrage de relégation
Le Stade africain de Menzel Bourguiba et El Makarem de Mahdia terminent à égalité de points à la douzième place, la dernière offrant le maintien en Ligue Professionnelle 1. Pour départager les deux équipes, un barrage sous forme de matchs aller et retour est organisé.
| Équipe 1             | Résultat | Équipe 2                           | Aller | Retour |
| -------------------- | -------- | ---------------------------------- | ----- | ------ |
| El Makarem de Mahdia | 1 - 0    | Stade africain de Menzel Bourguiba | 1 - 0 | 0 - 0  |

Le Stade africain de Menzel Bourguiba est finalement relégué en deuxième division alors qu'El Makarem de Mahdia est astreint à un autre barrage contre l'Union sportive monastirienne qui a obtenu la troisième place de la deuxième division.

#### Barrage de relégation ou maintien
| Équipe 1             | Résultat | Équipe 2                     | Aller | Retour |
| -------------------- | -------- | ---------------------------- | ----- | ------ |
| El Makarem de Mahdia | 5 - 1    | Union sportive monastirienne | 1 - 1 | 4 - 0  |

El Makarem de Mahdia se maintient en première division.

### Meilleurs buteurs
- 24 buts : Zoubeir Boughnia (EST)
- 17 buts : Néjib Limam (ST)
- 13 buts : Ezzedine Chakroun (SRS)
- 12 buts : Moncef Khouini (CA)
- 11 buts : Abdesselam Chemam (ASM)
- 10 buts : Hammadi Agrebi (CSS) et Mouldi Neffati (SAMB)
- 9 buts : Hassen Bayou et Néjib Abada (CA)
- 8 buts : Tarak Dhiab (EST)

### Meilleurs joueurs
Voici la liste des douuze meilleurs joueurs selon L'Action tunisienne :
- Hammadi Agrebi (CSS) : 63 étoiles
- Mohsen Labidi (ST): 60 étoiles
- Khaled Gasmi (CAB) : 52 étoiles
- Mokhtar Hasni (EMM) : 49 étoiles
- Mouldi Neffati (SAMB) : 48 étoiles
- Naceur Kerrit (ST) : 46 étoiles
- Othman Jenayah (ESS) et Abdesselam Chemam (ASM) : 45 étoiles
- Abderrazak Soudani (CSS) : 43 étoiles
- Taoufik Belghith (CA), Habib Trabelsi (CSS) et Tarak Dhiab (EST) : 41 étoiles

## Bilan de la saison
| Championnat de Tunisie de football 1974-1975   |                                        |
| Champion                                       | Espérance sportive de Tunis (5e titre) |
| Coupes et trophées                             |                                        |
| Vainqueur de la Coupe de Tunisie 1974-1975     | Étoile sportive du Sahel               |
| Qualifications continentales                   |                                        |
| Coupe du Maghreb des clubs champions 1975-1976 | Espérance sportive de Tunis            |
| Coupe du Maghreb des clubs champions 1975-1976 | Club africain (tenant)                 |
| Promotions et relégations                      |                                        |
| Promus en Ligue Professionnelle 1              | Jeunesse sportive kairouanaise         |
| Promus en Ligue Professionnelle 1              | Olympique du Kef                       |
| Relégués en Ligue Professionnelle 2            | Stade africain de Menzel Bourguiba     |
| Relégués en Ligue Professionnelle 2            | Patriote de Sousse                     |

## Portrait du club champion
- Président : Hassen Belkhodja
- Entraîneur : Hmid Dhib
- Effectif utilisé (22 joueurs) :
  - Gardiens de but : Kamel Karia (16 m), Mohamed Naceur Chouchan (10 m), Hassen Lahmar (1 m)
  - Défenseurs : Abdelkrim Bouchoucha (26 m), Ridha Akacha (23 m), Abdelkader Ben Saïel (21), Fethi Ouakaâ (11 m), Mohamed Habib Kochbati (10 m), Taoufik Naccache (1 m), Ahmed Boughnia (1)
  - Milieux de terrain : Tarak Dhiab (26), Abdelmajid Ben Mrad (22), Abdelmajid Jelassi (22 m), Taoufik Laâbidi (21 m), Mohamed Ben Mahmoud (5), Néjib Nasra (2 m)
  - Attaquants : Zoubeir Boughnia (25 m), Abdelmajid Gobantini (25), Temime Lahzami (20 m), Hamadi Hannachi (14 m), Faouzi Hanchi (10 m) Sadok Toumi (1 m)
- Buteurs :
  - Zoubeir Boughnia : 24 buts
  - Tarak Dhiab : 8 buts
  - Temime Lahzami : 5 buts
  - Abdelmajid Gobantini : 3 buts
  - Hamadi Hannachi : 2 buts
  - Abdelmajid Jelassi et Fethi Ouakaâ : 1 but